# Ла-Рош-сюр-Іон (округ)
Округ Ла-Рош-сюр-Іон (фр. Arrondissement de la Roche-sur-Yon) — округ у Франції, в департаменті Вандея. 2023 року округ об'єднував 77 муніципалітетів, населення становило 303 179 осіб.
Адміністративний центр (супрефектура) — Ла-Рош-сюр-Іон.

## Муніципалітети
Список муніципалітетів округу та їхні коди INSEE:
1. Апремон (85006)
2. Базож-ан-Пає (85013)
3. Бельвіньї (85019)
4. Борепер (85017)
5. Бофу (85015)
6. Бурнезо (85034)
7. Вандренн (85301)
8. Венансо (85300)
9. Гран'Ланд (85102)
10. Домп'єрр-сюр-Іон (85081)
11. Езене (85003)
12. Ессар-ан-Бокаж (85084)
13. Кюган (85076)
14. Ла-Бернардьєр (85021)
15. Ла-Брюфф'єр (85039)
16. Ла-Буассєр-де-Монтегю (85025)
17. Ла-Гобретьєр (85097)
18. Ла-Женетуз (85098)
19. Ла-Копшаньєр (85072)
20. Ла-Мерлатьєр (85142)
21. Ла-Рабательєр (85186)
22. Ла-Рош-сюр-Іон (85191)
23. Ла-Ферр'єр (85089)
24. Ла-Шапель-Паллюо (85055)
25. Ла-Шез-ле-Віконт (85046)
26. Ландронд (85118)
27. Ле-Брузій (85038)
28. Ле-Ерб'є (85109)
29. Ле-Ланд-Женюссон (85119)
30. Ле-Люк-сюр-Булонь (85129)
31. Ле-Пуаре-сюр-Ві (85178)
32. Ле-Табльє (85285)
33. Лез-Епесс (85082)
34. Л'Ербержман (85108)
35. Мальєвр (85134)
36. Маше (85130)
37. Менар-ла-Баротьєр (85144)
38. Монревер (85197)
39. Монтегю-Ванде (85146)
40. Мортань-сюр-Севр (85151)
41. Муйрон-ле-Каптіф (85155)
42. Мушам (85153)
43. Немі (85160)
44. Обіньї-ле-Клузо (85008)
45. Паллюо (85169)
46. Рив-де-л'Іон (85213)
47. Рошсерв'єр (85190)
48. Роштрежу (85192)
49. Сен-Венсан-Стерланж (85276)
50. Сен-Дені-ла-Шевасс (85208)
51. Сен-Жермен-де-Пренсе (85220)
52. Сен-Ілер-ле-Вуї (85232)
53. Сен-Лоран-сюр-Севр (85238)
54. Сен-Мало-дю-Буа (85240)
55. Сен-Марс-ла-Реорт (85242)
56. Сен-Мартен-де-Нуає (85246)
57. Сен-Мартен-де-Тієль (85247)
58. Сен-Поль-ан-Паре (85259)
59. Сен-Поль-Мон-Пені (85260)
60. Сен-Пруан (85266)
61. Сен-Фільбер-де-Буен (85262)
62. Сен-Фюльжан (85215)
63. Сент-Андре-Гуль-д'Уа (85196)
64. Сент-Етьєнн-дю-Буа (85210)
65. Сент-Обен-дез-Ормо (85198)
66. Сент-Сесіль (85202)
67. Сігурне (85282)
68. Тіффож (85293)
69. Ториньї (85291)
70. Трез-Ван (85296)
71. Трез-Сетьє (85295)
72. Фаллерон (85086)
73. Фужере (85093)
74. Шавань-ан-Пає (85065)
75. Шанверрі (85302)
76. Шантонне (85051)
77. Шоше (85064)